# 姚家站 (长春市)
姚家站是一个京哈铁路上的铁路车站，位于吉林省長春市德惠市姚家村，建于1942年，目前为四等站，邮政编码为1300311。目前客运：办理旅客乘降；行李、包裹托运；货运：办理整车货物发到。